# چانگکینگ ورلد
چانگکینگ ورلد (انگلیسی: Chongqing World) ساختمان اداری ۷۸ طبقه مستقر در شهر چونگ‌کینگ، چین است، که در سال ۲۰۰۷ احداث گردید.